# Сідіков Джавохір
Джавохір Сідіков (узб. Javokhir Sidikov, нар. 8 грудня 1996) — узбецький футболіст, півзахисник клубу «Коканд 1912» і національної збірної Узбекистану.

## Клубна кар'єра
У дорослому футболі розпочинав 2015 року в «Пахтакорі», де, утім, не зміг стати основним гравцем, і наступного року перейшов до клубу «Коканд 1912».

## Виступи за збірні
2013 року дебютував у складі юнацької збірної Узбекистану, взяв участь у 8 іграх на юнацькому рівні.
Протягом 2015–2018 років залучався до складу молодіжної збірної Узбекистану. На молодіжному рівні зіграв у 13 офіційних матчах, забив 3 голи.
2018 року дебютував в офіційних матчах у складі національної збірної Узбекистану.
У складі збірної був учасником кубка Азії з футболу 2019 року в ОАЕ.

## Титули і досягнення
- Чемпіон Узбекистану (4):

«Пахтакор»: 2015, 2019, 2020
«Насаф»: 2024
- Володар Кубка Узбекистану (3):

«Пахтакор»: 2019, 2020
«Насаф»: 2023
- Володар Кубка узбецької ліги (1):

«Пахтакор»: 2019
- Володар Суперкубка Узбекистану (3):

«Насаф»: 2023, 2024, 2025
Збірні
- Чемпіон Азії (U-23): 2018